# Star Trek: Of Gods and Men
Star Trek: Of Gods and Men (OGaM sau STOGAM) este o continuare non-canonică Star Trek în trei părți realizată de fani în care apar mai mulți actori din serialele și filmele Star Trek. Este descrisă ca un cadou aniversar la 40 de ani.  Filmările au avut loc în 2006, dar cele trei părți au fost transmise între 2007-2008. Miniserialul este regizat de Tim Russ. Este urmat de Star Trek: Renegades (2015).

## Distribuție
| Actor              | Rol                                                         |
| ------------------ | ----------------------------------------------------------- |
| Walter Koenig      | Captain Pavel Chekov / Kittrick                             |
| Nichelle Nichols   | Captain Nyota Uhura                                         |
| Alan Ruck          | Captain John Harriman                                       |
| Garrett Wang       | Commander Garan                                             |
| William Wellman    | Charlie Evans                                               |
| J. G. Hertzler     | Koval, a Klingon                                            |
| Gary Graham        | Ragnar                                                      |
| Tim Russ           | Tuvok                                                       |
| Chase Masterson    | Xela, an Orion                                              |
| Daamen Krall       | Gary Mitchell                                               |
| Crystal Allen      | Conqueror Navigator Yara                                    |
| Ethan Phillips     | Data Clerk                                                  |
| Cirroc Lofton      | Sevar, a Vulcan                                             |
| Lawrence Montaigne | Stonn                                                       |
| James Cawley       | Commander Kirk (James Kirk's nephew, brother of Peter Kirk) |
| John Carrigan      | Klingon Officer Kel'mag / G.S.S. Conqueror Klingon Officer  |
| Grace Lee Whitney  | Janice Rand                                                 |
| Herbert Jefferson  | Captain Galt                                                |
| Jeff Quinn         | Conqueror Helmsman, a Romulan                               |
| Arlene Martel      | Vulcan Priestess                                            |
| Jack Donner        | Wedding guest                                               |
| Tania Lemani       | Wedding guest                                               |
| Celeste Yarnall    | Wedding guest                                               |
| Bobby Quinn Rice   | G.S.S. Conqueror Klingon Officer/Romulan Officer            |

## Producție
Filmările au avut loc în 2006.  